# گریزلی بر
گریزلی بر(به انگلیسی: Grizzly Bear) نام گروه ایندی راک بروکلینی است. اعضای گروه عبارتند از دانیل روسن (وکال، گیتار، بانجو، کیبورد) کریستوفر بیر (درام، بک وکال) اد دورست (وکال، گیتار، امینکورد، کیبورد) و کریس تیلور (گیتار بیس، بک وکال، دیگر سازها و تهیه‌کننده). گریلزی بیر از سازهای الکترونیک و سنتی هر دو بار هم استفاده می‌کند. سبک موسیقی آنها سایکدلیک پاپ، فولک راک و اکسپریمنتال است که با هارمونی‌های آوایی همراه می‌شود. گریزلی بیر جزو معدود گروه‌های غیر الکترونیکی است که ورپ رکوردز قرار داد دارد.

## ترانه‌شناسی

### آلبوم‌های استودیویی
- Horn of Plenty (۲۰۰۴)
- Yellow Hous] (۲۰۰۶)
- Veckatimes] (۲۰۰۸)
- Shields (۲۰۱۲)

### ای‌پی
- Sorry for the Delay (۲۰۰۶)
- Friend (۲۰۰۷)